# Juncus socotranus
Juncus socotranus är en tågväxtart som först beskrevs av Franz Georg Philipp Buchenau, och fick sitt nu gällande namn av Sven E. Snogerup. Juncus socotranus ingår i släktet tåg, och familjen tågväxter. Inga underarter finns listade i Catalogue of Life.